# Emmenez-moi (chanson)
Pour les articles homonymes, voir Emmenez-moi.
Pistes de Entre deux rêves
Éteins la lumière
Emmenez-moi (ou Take Me Along en anglais) est une chanson interprétée par Charles Aznavour, publiée pour la première fois en 1967 sur l'album Entre deux rêves, chez Barclay Records.
Elle est sortie comme single 45 tours, en 1968, sur le même label, se vendant à plus de 50 000 exemplaires.

## Composition
Les paroles de la chanson sont de Charles Aznavour, alors que la musique et son arrangement sont de Georges Garvarentz. Le thème d'Emmenez-moi est le désir nostalgique du narrateur de partir au loin vers des pays ensoleillés afin de fuir la misère de son quotidien, car il le clame : « Il me semble que la misère serait moins pénible au soleil ».
La pièce est composée en la mineur et sa mesure est en 3/4. Elle dure 3 minutes 31 secondes.

## Version anglophone
Aznavour chante aussi une version anglophone d'Emmenez-moi, intitulée Take Me Along et publiée sur l'album LP We Were Happy Then distribué par DRG Records aux États-Unis en 1978. Cette chanson est reparue sur l'album She : The Best of Charles Aznavour : 20 Great Songs in English, sorti en 1998 chez EMI Import.

## Classements
| Classement    | Meilleure position (1968) |
| ------------- | ------------------------- |
| France (IFOP) | 12                        |

| Classement    | Meilleure position (2018) |
| ------------- | ------------------------- |
| France (SNEP) | 4                         |

## Reprises
La chanson a été reprise en 1998 par l'artiste belge Bart Kaëll sur son album Noord & Zuid, sous le titre néerlandais de Neem me toch mee (label Play That Beat!). 
En France, la chanson a aussi été reprise en 1999 par Les Croquants et par les Enfoirés.
Le groupe de speed metal français Arsenic a fait une reprise de la chanson, en tant que piste bonus de leur album de 2001, Dégradence.
Le titre Soleil du Nord de l'album L'Arme de paix d'Oxmo Puccino reprend le  « Il me semble que la misère serait moins pénible au soleil » de cette chanson.
En 2007, Vanessa Paradis l'enregistre pour les bonus de son album Divinidylle et l'interprète en live lors du Divinidylle Tour.
En football, dans le cadre du championnat de France, et plus particulièrement du derby Lyon - Saint-Étienne, l'air de la chanson sert de base à un chant de supporters lyonnais très moqueur et insultant envers les Stéphanois,.

## Au cinéma
La chanson est éponyme du film de 2005 de Edmond Bensimon, qui reprend en tout neuf chansons d'Aznavour sur sa bande-originale, dont une version d'Emmenez-moi, interprétée par Charles Aznavour et Gérard Darmon.
La chanson apparaît de façon récurrente sur la bande-son du film québécois C.R.A.Z.Y. (2005), dans lequel elle est chantée chaque Noël par Gervais Beaulieu (Michel Côté), père du protagoniste et admirateur invétéré d'Aznavour.
Elle est entendue plus récemment dans le film En fanfare (2024), dans une version originale de Charles Aznavour, et chantée par les deux acteurs Benjamin Lavernhe et Pierre Lottin.